# 喀喀喀的鬼太郎 妖怪午夜棒球
喀喀喀的鬼太郎 妖怪午夜棒球（ゲゲゲの鬼太郎 おばけナイター）是日本動畫「ゲゲゲの鬼太郎」
第四期電視動畫中的第2部劇場版作品，上映時間為1997年3月8日。

## 劇情簡介
「妖怪球棒」；是個能夠讓持有它的棒球打者輕易地揮出全壘打的奇異道具，而所要付出的代價便是會被妖怪球棒慢慢地吸走靈魂，因太過危險而被鬼太郎給藏匿封印起來。
故事中三太郎是少年棒球隊「BUTLERS」裡在棒球打擊方面老是打不好的小學生，在某日自己球隊又輸球後、被隊上名為純的隊長給氣到開除了。之後在回家的路上三太郎巧遇正在尋找被藏住的妖怪球棒的鼠男，而倆人尋得妖怪球棒後;三太郎便靠著妖怪球棒展現的驚人威力再度被BUTLERS棒球隊給請回。
持有妖怪球棒的BUTLERS棒球隊所打出的好成績不久便引起媒體的騷動，之後鬼太郎看到妖怪球棒出現在新聞的畫面後便前去三太郎的隊伍請求將妖怪球棒歸回，但遭到隊長純的拒絕。於是乎鬼太郎提出以一場午夜棒球賽作為勝負，三太郎隊伍贏的話便持有妖怪球棒；反之輸了鬼太郎便要奪走他們全部隊員的靈魂‧‧‧。

## 相關作品
相關劇情漫畫原作
ゲゲゲの鬼太郎：「妖怪午夜棒球」(おばけナイター) 1966/08/01
其它相似劇情的鬼太郎動畫
ゲゲゲの鬼太郎第一期電視動畫1集：「妖怪午夜棒球」(おばけナイター)　1968/01/03
ゲゲゲの鬼太郎第三期電視動畫26集：「妖怪午夜棒球」(おばけナイター)  1986/04/05

## 劇中的鬼太郎棒球隊
| 鬼太郎棒球隊隊員一覽 | 鬼太郎棒球隊隊員一覽 | 鬼太郎棒球隊隊員一覽 | 鬼太郎棒球隊隊員一覽 |
| 上場者               | 守備位置             | 打擊順序             | 備 註 |
| -------------------- | -------------------- | -------------------- | --- |
| 鬼太郎               | 投手                 | 七棒                 | 靠著優異的投球內容一路壓制三太郎隊伍的得分機會， 也有不差的安打能力，但因其它隊友多不熟悉棒球打擊 技巧而無跑回得分的機會 |
| 輪入道               | 一壘                 | 一棒                 | 身上帶有火燄的妖怪，因此打擊時將球燒掉而導致出局                                                                         |
| 傘妖                 | 二壘                 | 二棒                 | 有自行接住自己打出去的高飛球的烏龍演出                                                                                   |
| 洗豆妖               | 三壘                 | 三棒                 | 不管打擊還是守備時只顧著哼自己的曲子                                                                                     |
| 子泣爺爺             | 游擊                 | 四棒                 | 因上了年紀動作遲緩，打擊或守備都幫不太上忙                                                                               |
| 貓女                 | 右外野               | 五棒                 | 以天生的敏捷速度在守備上有優異表現。打擊雖然在被 三振率方面偏高、但最後在歪打正著情形下替鬼太郎隊 攻下珍貴的唯一分數     |
| 風神                 | 中外野               | 八棒                 | 以身上的風袋產生的巨風用於守備與打擊方面                                                                                 |
| 撒沙婆婆             | 左外野               | 無表現場面           | 靠著撒沙的技能來阻檔要飛出外野的高飛球                                                                                   |
| 一反木棉             | 捕手                 | 無表現場面           | 與鬼太郎之間投捕搭配默契一流的捕手，也能靠自身的 飛行能力來輕鬆接住高飛球                                                |
| 塗壁                 | 代守左外野           | 比賽中途代打六棒     | 強力揮擊風格的豪邁打者                                                                                                   |

## 製作群
- 原作：水木茂
- 導演：佐藤順一
- 企劃：清水慎治
- 製作：高岩淡、泊懋、野間佐和子
- 製作擔當：目黒宏
- 劇本：島田満
- 畫面導演：窪秀巳
- 美術導演：松宮正純
- 原畫：岩根雅明
- 撮影：菅谷信行
- 音樂：和田薫
- 編集：片桐公一

## 聲優
- 鬼太郎：松岡洋子
- 眼珠老爹：田之中勇
- 鼠男：千葉繁
- 貓女：西村千奈美
- 撒砂婆婆：山本圭子
- 子泣爺爺：鹽屋浩三
- 一反木綿、塗壁：龍田直樹
- 秤豆妖：高木渉
- 洗豆妖：松尾銀三
- 球妖怪：小野坂昌也
- 輪入道：岸野幸正
- 風神：川津泰彥
- 三太郎：日高範子
- 純：くじら
- 光夫：佐藤智惠
- 洋：浦和惠
- 慎：高戶靖廣
- 眼鏡男：嶋方淳子

## 主題曲
開頭曲
- ゲゲゲの鬼太郎

作詞：水木茂 作曲：いずみたく 編曲：憂歌團 歌：憂歌團
片尾曲
- カランコロンのうた

作詞：水木茂 作曲：いずみたく 編曲：憂歌團 歌：憂歌團